# GO Navigator
Shannon, precedentemente chiamata GO Navigator, è una nave di rifornimento offshore e attualmente impiegata come una delle navi di recupero insieme alla nave GO Searcher da SpaceX utilizzate inizialmente per il recupero della navicella Dragon e attualmente utilizzata per il recupero della Dragon 2 e della Cargo Dragon al termine di una missione o durante alcuni scenari di interruzione.
Entrambe le navi sono identiche e sono dotate di un centro di cure mediche, eliporto, telaio di sollevamento posto a poppa ecc.

## Storia
La nave GO Navigator è stata acquistata da SpaceX come una nave di supporto di riserva, nel caso in cui la GO Searcher fallisca la missione a causa di un problema tecnico.
Nel periodo 2018 - 2019, la nave e il suo equipaggio si sono esercitati per molte ore per prepararsi al ruolo di recupero delle capsule Dragon 2 e dei loro astronauti.
Tuttavia, tra aprile e maggio 2019, la GO Navigator è stata temporaneamente riassegnata alle operazioni di recupero della carenatura per le missioni ArabSat-6A, Starlink 0.9, STP-2 e Amos-17.
"GO" è l'acronimo di Guice Offshore, proprietario e gestore di questo tipo di navi.
GO Navigator ha condotto molte ore di addestramento per prepararsi al ruolo di recupero della navicella Dragon 2 con gli astronauti a bordo di essa.
Tra aprile e maggio 2019, la GO Navigator è stata temporaneamente riassegnata alle operazioni di recupero della carenatura per le missioni ArabSat-6A, Starlink 0.9, STP-2 e AMOS-17. La nave fu dotata di gonfiabili e mandò a valle per recuperare le metà della carenatura dall'acqua. La nave ebbe successo e consegnò una metà della carenatura a Port Canaveral durante ogni missione.
All'inizio del 2022, la nave è stata ribattezzata Shannon.

## Recupero navette
Questa nave, esattamente come la sua gemella GO Searcher, viene utilizzata per il recupero delle navette Crew Dragon e Cargo Dragon immediatamente dopo lo Splash Down nell'oceano.

### Recupero Crew Dragon
Non appena la navicella esegue lo Splash Down nell'oceano, viene raggiunta da piccole imbarcazioni ad avvicinamento rapido che dopo aver condotto delle verifiche collegano i cavi di recupero tra la nave e la capsula, e quindi la capsula viene con cura avvicinata alla nave e successivamente sollevata dall'acqua tramite il telaio di sollevamento, e posta su una apposita sella chiamata nido. Non appena la navetta viene sganciata dal telaio di sollevamento, il nido viene fatto avanzare verso il centro della nave dove viene assicurata e successivamente inizieranno le operazioni di apertura del portello per lo sbarco dell'equipaggio. Una volta che l'equipaggio sarà sbarcato a bordo della nave di recupero, quest'ultima farà rientro a Cape Canaveral. La NASA richiede a SpaceX di far sbarcare l'equipaggio entro 60 minuti dall'ammaraggio.
In caso di emergenza medica o di ammaraggio lontano da Cape Canaveral, un elicottero atterrerà sull'eliporto della nave e trasporterà gli astronauti a terra in tutta sicurezza.

### Recupero Cargo Dragon
Esattamente come avviene per la Crew Dragon, anche la Cargo Dragon, non appena la navicella esegue lo Splash Down nell'oceano, viene raggiunta da piccole imbarcazioni ad avvicinamento rapido che dopo aver condotto delle verifiche collegano i cavi di recupero tra la nave e la capsula, e quindi la capsula viene con cura avvicinata alla nave di supporto, e successivamente sollevata dall'acqua tramite il telaio di sollevamento, e posta su una apposita sella chiamata nido. Non appena la navetta viene sganciata dal telaio di sollevamento, il nido viene fatto avanzare verso il centro della nave dove viene assicurata e successivamente inizieranno le operazioni di apertura del portello. Una volta aperto il portello gli addetti della squadra di recupero prelevano gli esperimenti più importanti dalla stiva della Cargo Dragon, inviandoli in volo al Kennedy Space Center nelle mani dei ricercatori, mentre la nave farà rientro a Cape Canaveral.
La Cargo Dragon a differenza della Dragon 1 non rientra al largo della California, bensì al largo di Cape Canaveral, così facendo nel giro di 4 – 9 ore la nave fa ritorno in porto dove viene scaricato il restante carico scientifico.

## Missioni

### Missioni di supporto per recupero Dragon 2
La nave ebbe un ruolo di supporto durante il rientro della missione Demo 1 la cui capsula fu recuperata dalla nave GO Searcher e della missione Dragon In-Flight Abort Test.

### Missioni di recupero
| N° | Data             | Missione                                               | Ruolo                                   | Stato          |
| -- | ---------------- | ------------------------------------------------------ | --------------------------------------- | -------------- |
| 1  | 11 aprile 2019   | ArabSat-6A                                             | Recupero carenatura                     | Non recuperata |
| 2  | 2 marzo 2019     | Demo Drago Equipaggio-1                                | Supporto per il recupero di Crew Dragon | Recuperata     |
| 3  | 24 maggio 2019   | Starlink                                               | Recupero carenatura                     | Non recuperata |
| 4  | 25 giugno 2019   | STP-2                                                  | Recupero carenatura                     | Non recuperata |
| 5  | 6 agosto 2019    | Amos-17                                                | Recupero carenatura                     | Non recuperata |
| 6  | 11 novembre 2019 | Starlink-2                                             | Recupero carenatura                     | Non recuperata |
| 7  | 19 gennaio 2020  | Test di interruzione in volo del drago dell'equipaggio | Supporto per il recupero di Crew Dragon | Recuperata     |
| 8  | 2 agosto 2020    | Crew Dragon Demo-2                                     | Recupero di Crew Dragon Endeavour       | Supporto       |
| 9  | 15 gennaio 2021  | CRS-21                                                 | Recupero di Cargo Dragon                | Recuperata     |
| 10 | 2 maggio 2021    | Crew-1                                                 | Recupero di Crew Dragon Resilience      | Recuperata     |
| 11 | 26 maggio 2021   | Starlink 28                                            | Recupero carenatura                     | Non recuperata |
| 12 | 6 giugno 2021    | SXM-8                                                  | Recupero carenatura                     | Non recuperata |
| 13 | 8 novembre 2021  | SpaceX Crew-2                                          | Recupero di Crew Dragon Endeavour       | Recuperata     |
| 14 | 6 maggio 2022    | SpaceX Crew-3                                          | Recupero di Crew Dragon Endurance       | Recuperata     |

## Galleria d'immagini

### Demo-1

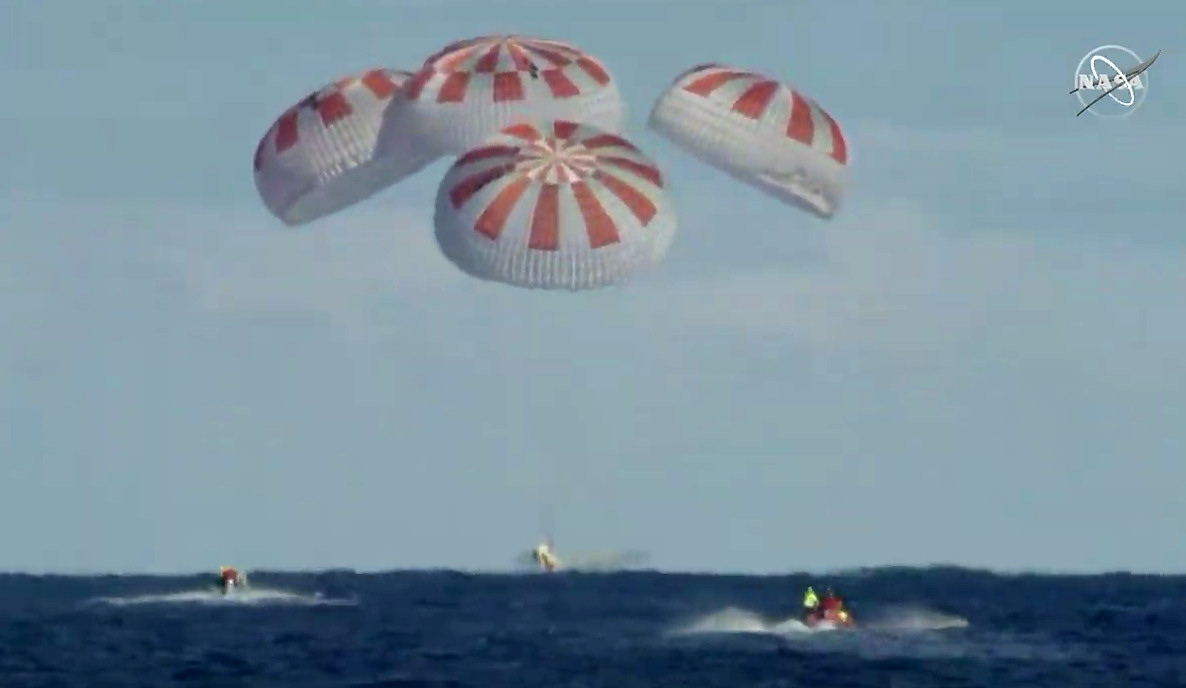
Ammaraggio della Crew Dragon Demo 1. Gonfiabili di GO Navigator in procinto di recuperare la capsula.

### Demo-2

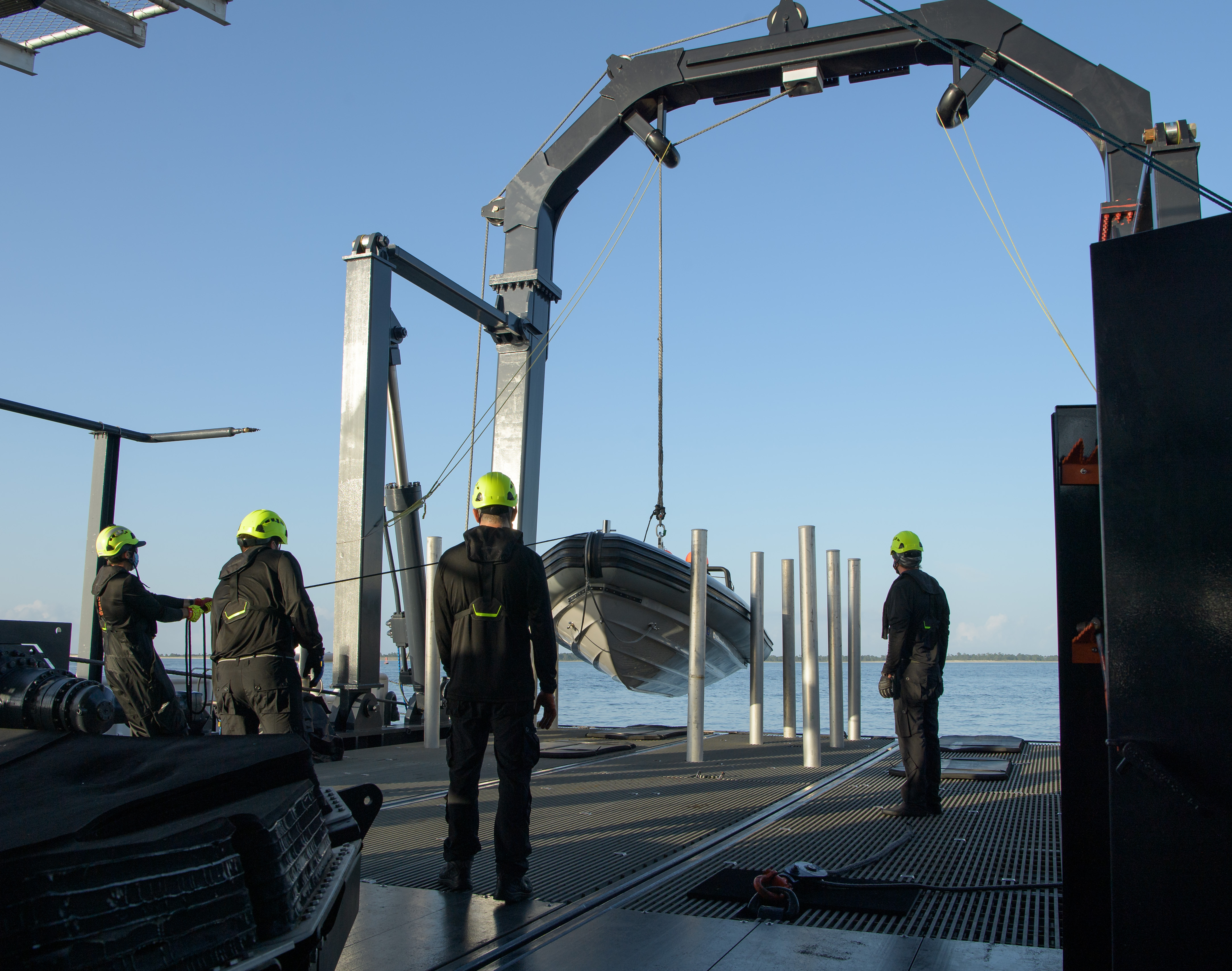
Il team di supporto SpaceX a bordo della nave di recupero GO Navigator schierano una delle barche veloci poco prima dell'atterraggio della navicella spaziale Crew Dragon Endeavour con gli astronauti della NASA Robert Behnken e Douglas Hurley a bordo, a seguito del rientro della missione Demo 2 avvenuto domenica 2 agosto 2020 nel Golfo del Messico al largo il costo di Pensacola, in Florida.
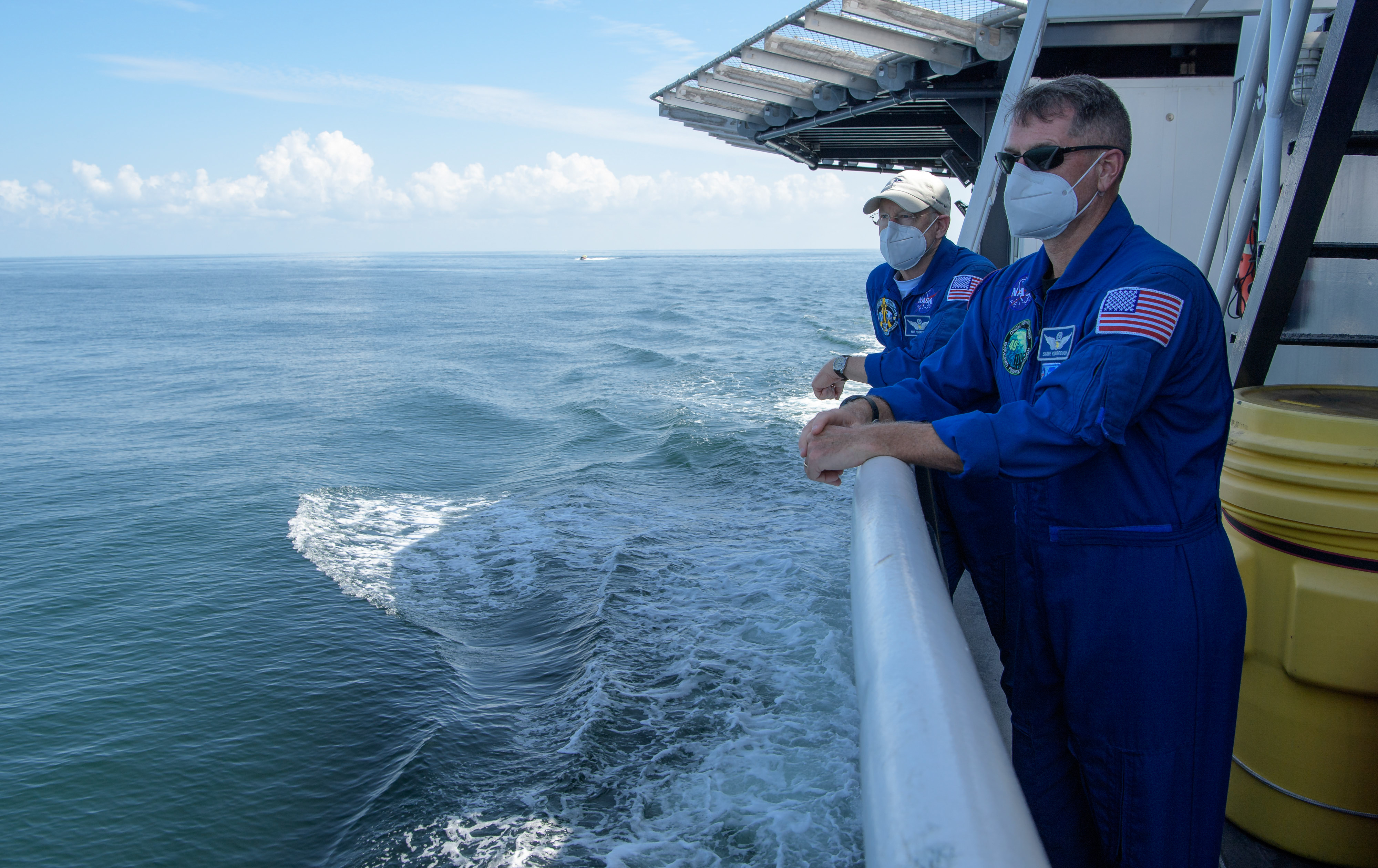
L'astronauta capo della NASA Pat Forrester, a sinistra, e l'astronauta della NASA e il capo di recupero dell'equipaggio Shane Kimbrough, insieme ad altri team di supporto della NASA e SpaceX a bordo della nave di recupero SpaceX GO Navigator, si preparano all'atterraggio della navicella spaziale SpaceX Crew Dragon Endeavour.
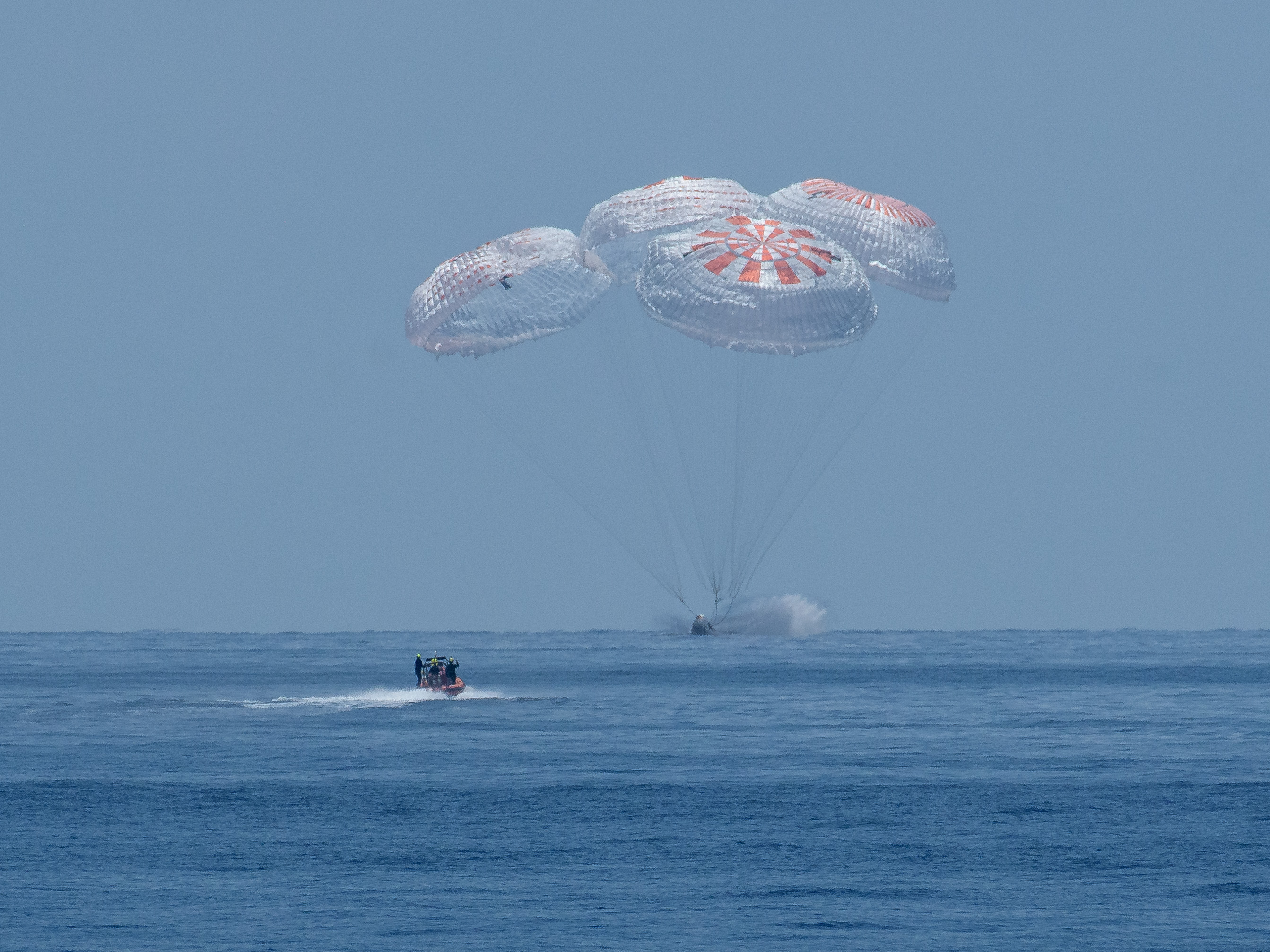
La navicella spaziale Crew Dragon Endeavour della SpaceX viene vista a bordo della GO Navigator, effettuare l'ammaraggio.
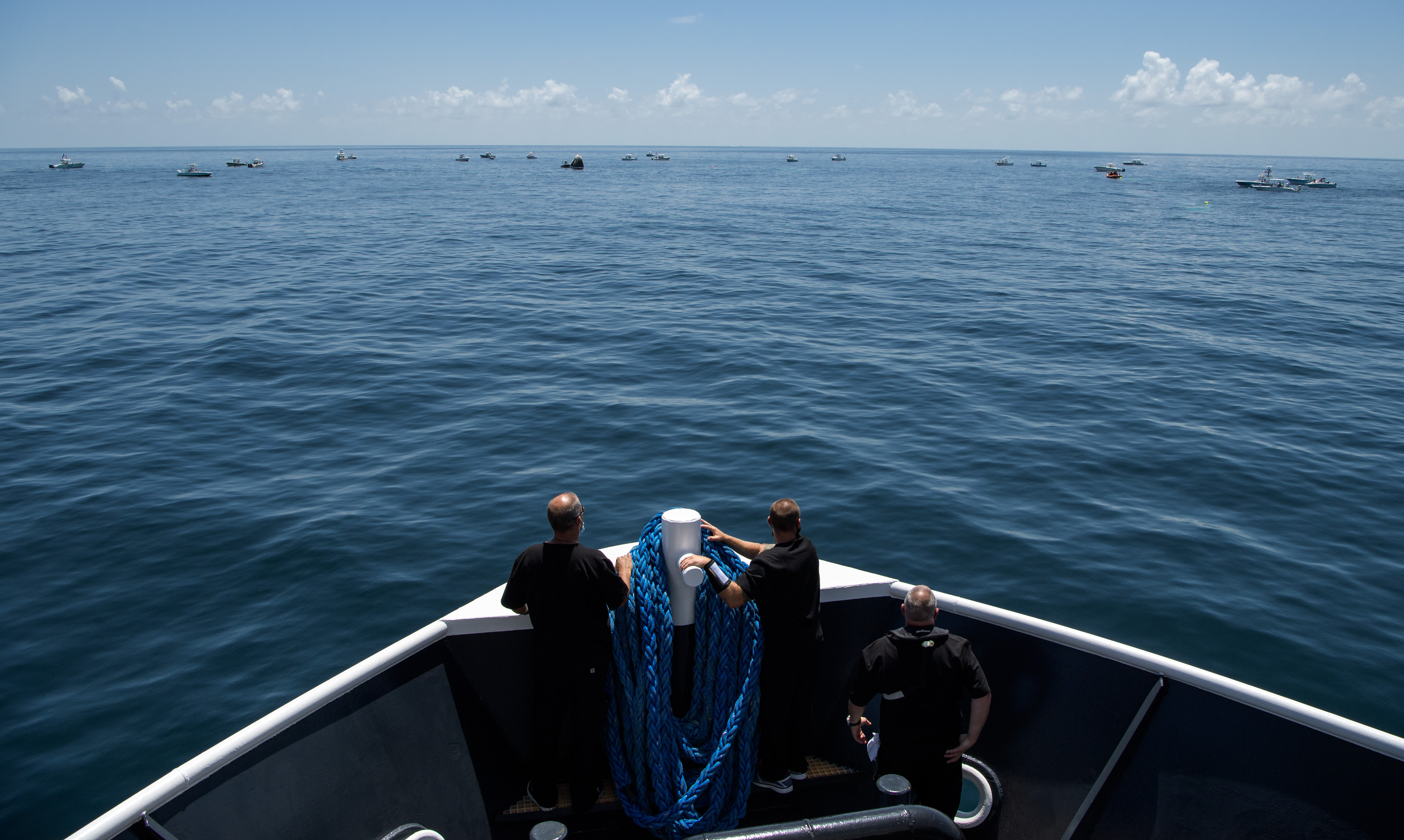
GO Navigator si avvicina alla capsula poco dopo l'ammaraggio nel Golfo del Messico.
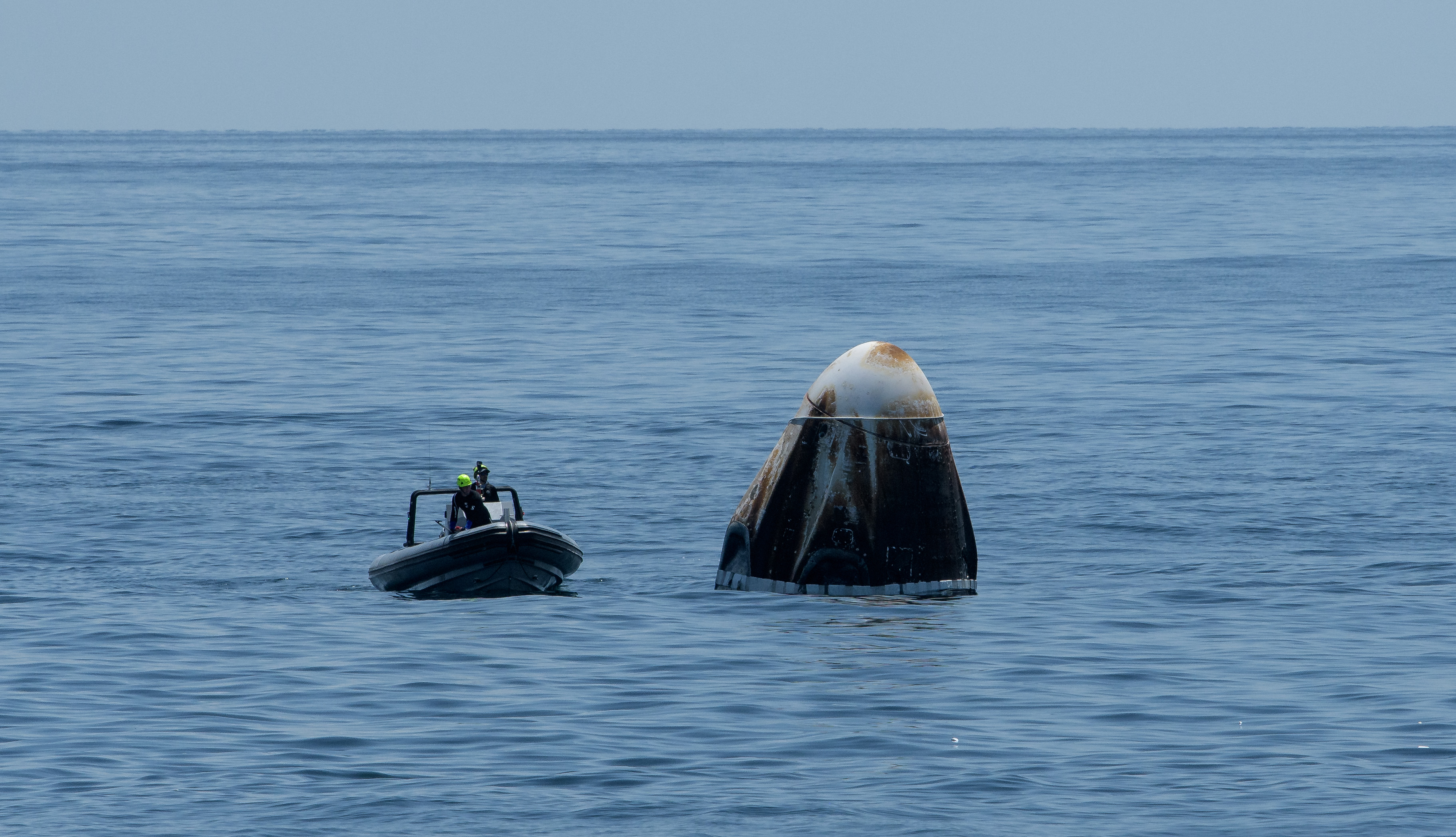
Una delle imbarcazioni ad avvicinamento rapido esegue dei test prima di cominciare la fase di avvicinamento alla nave di recupero GO Navigator.
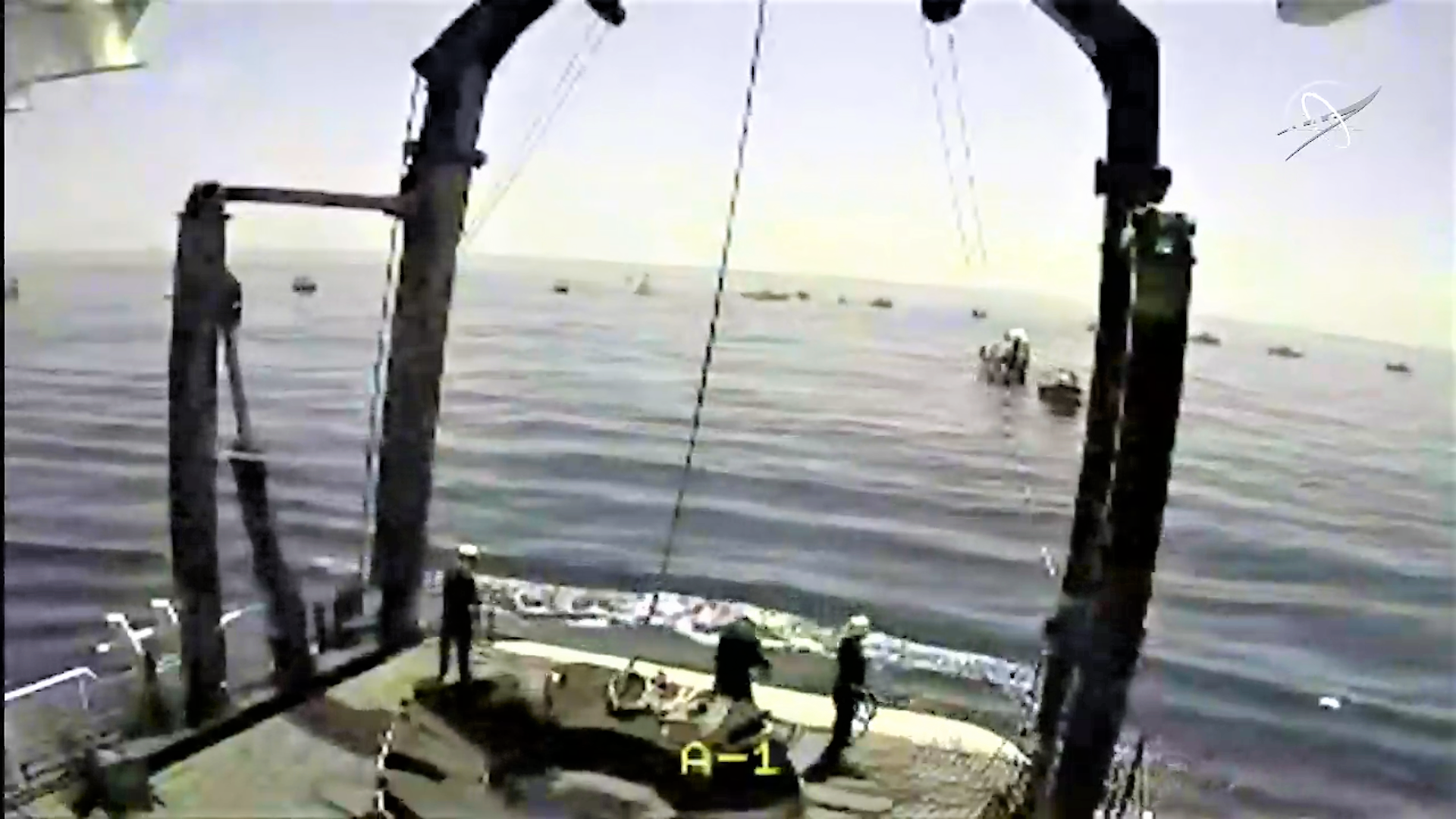
La Crew Dragon Endeavour viene avvicinata lentamente alla poppa della nave GO Navigator, per poi essere issata a bordo.
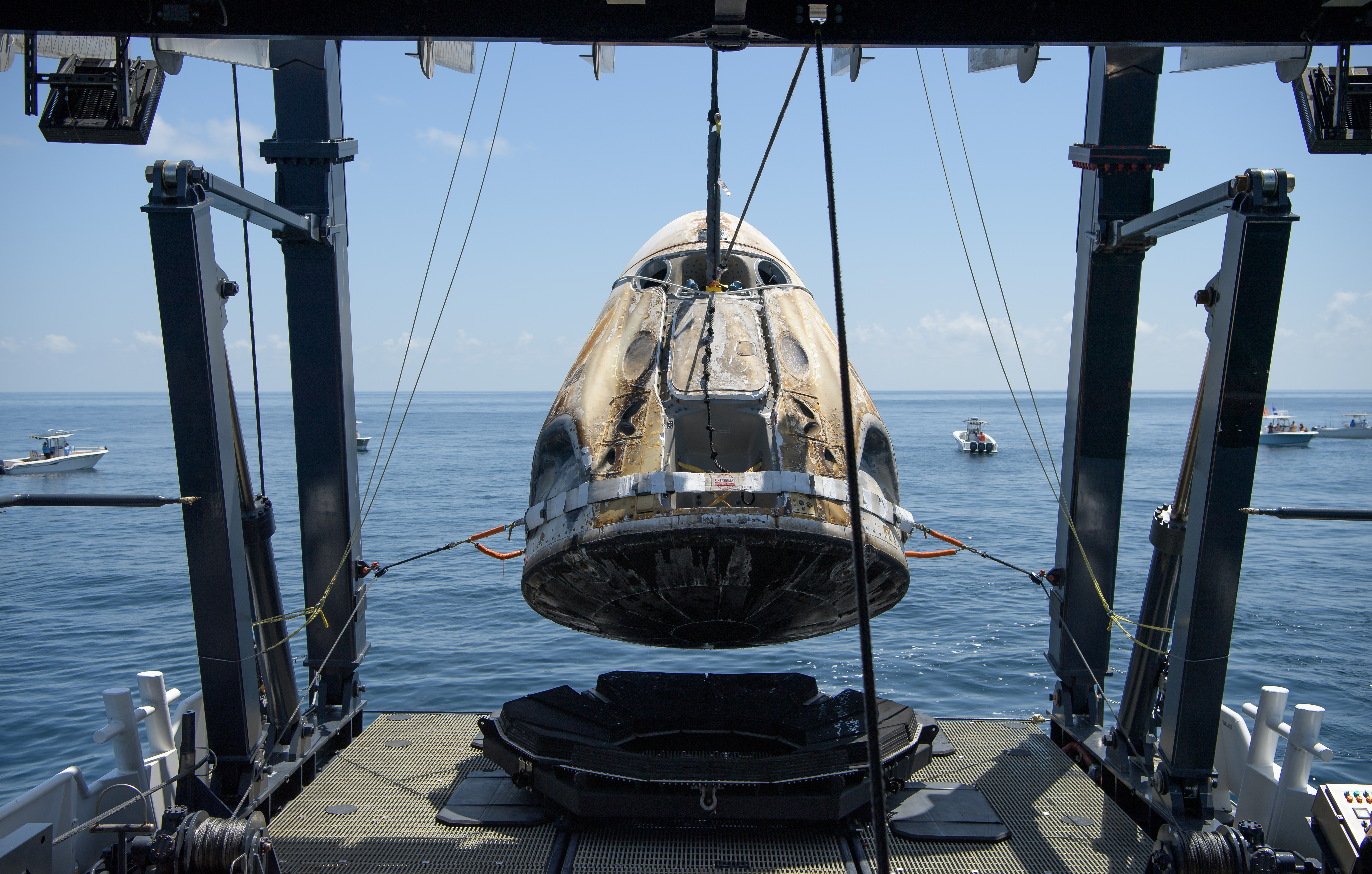
L'equipaggio Dragon Endeavour viene issato a poppa della nave GO Navigator .
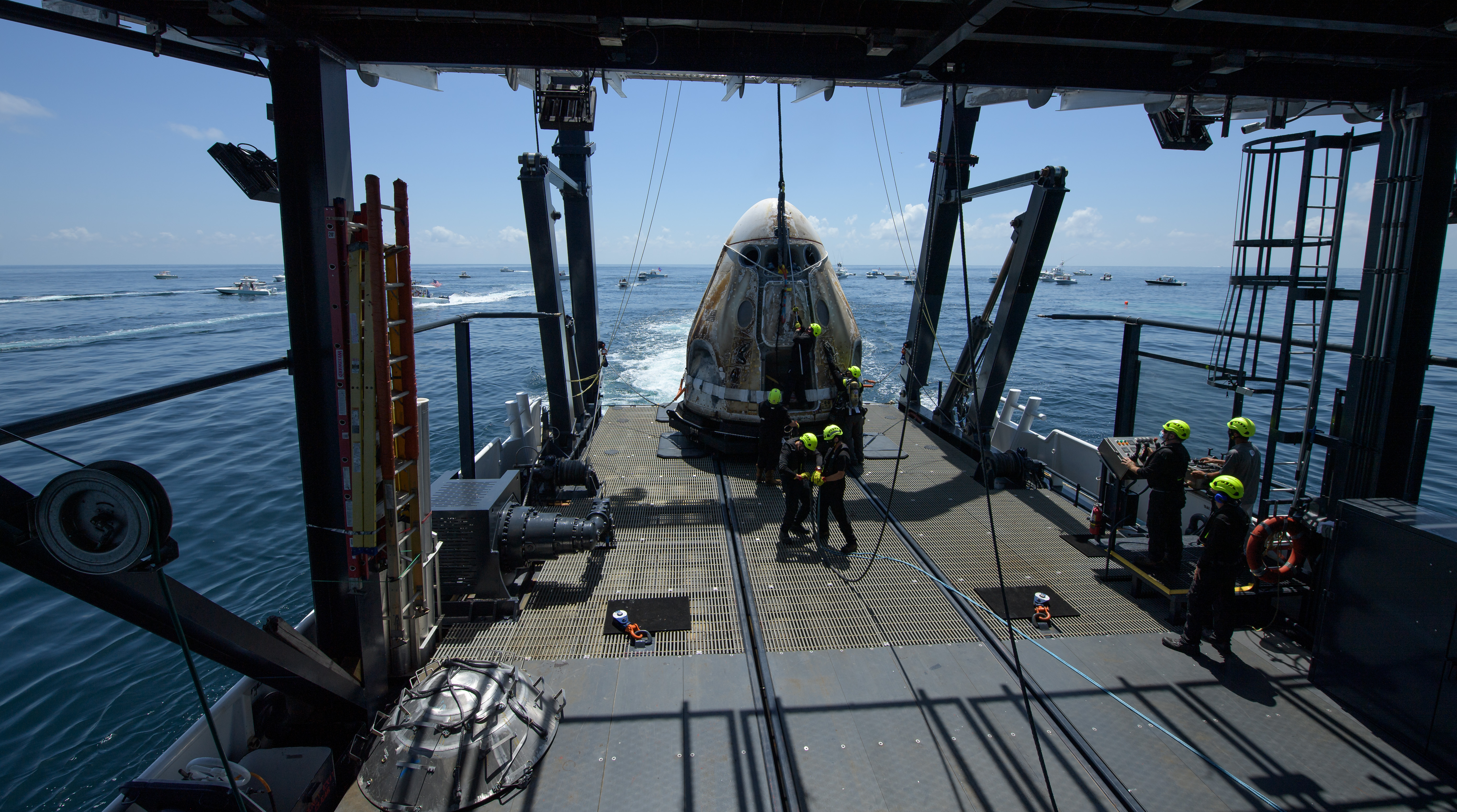
La capsula Dragon Endeavour in fase di distacco dal telaio di sollevamento della nave Go Navigator
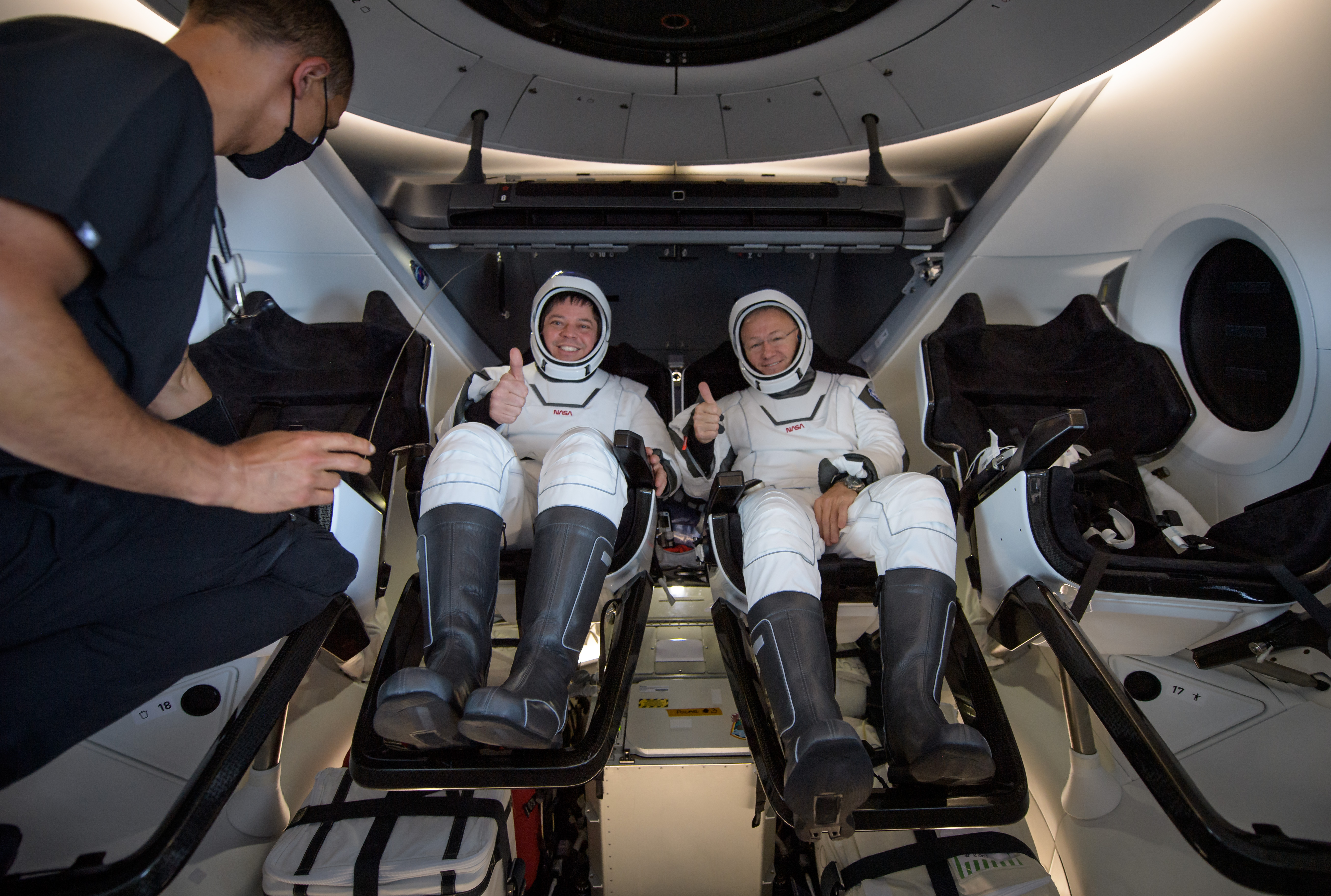
Robert Behnken e Douglas Hurley sono visti all'interno di Endeavour a bordo di GO Navigator.
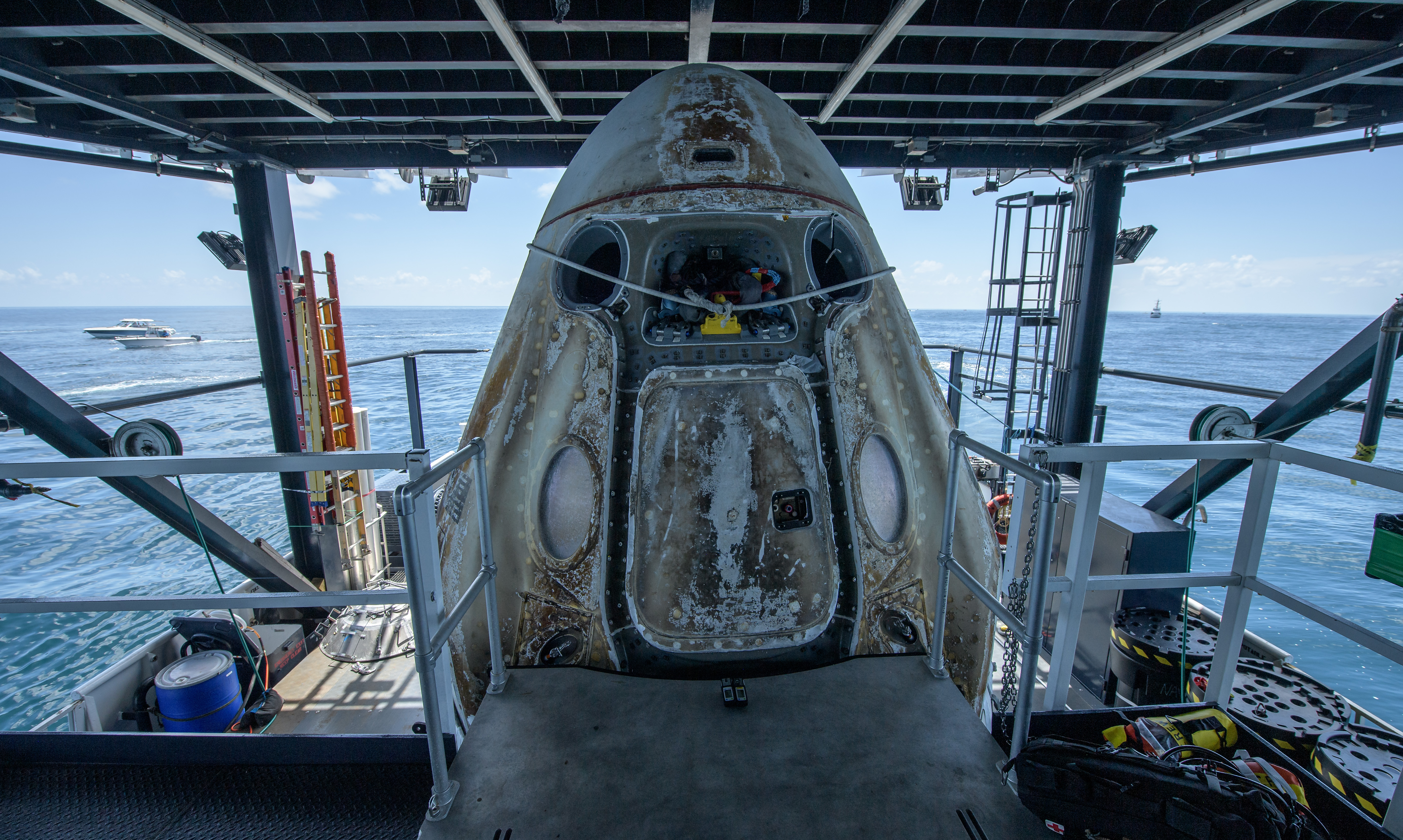
La Capsula Dragon Endeavor con abbordo gli astronauti, ancorata al ponte di sbarco della nave GO Navigator.
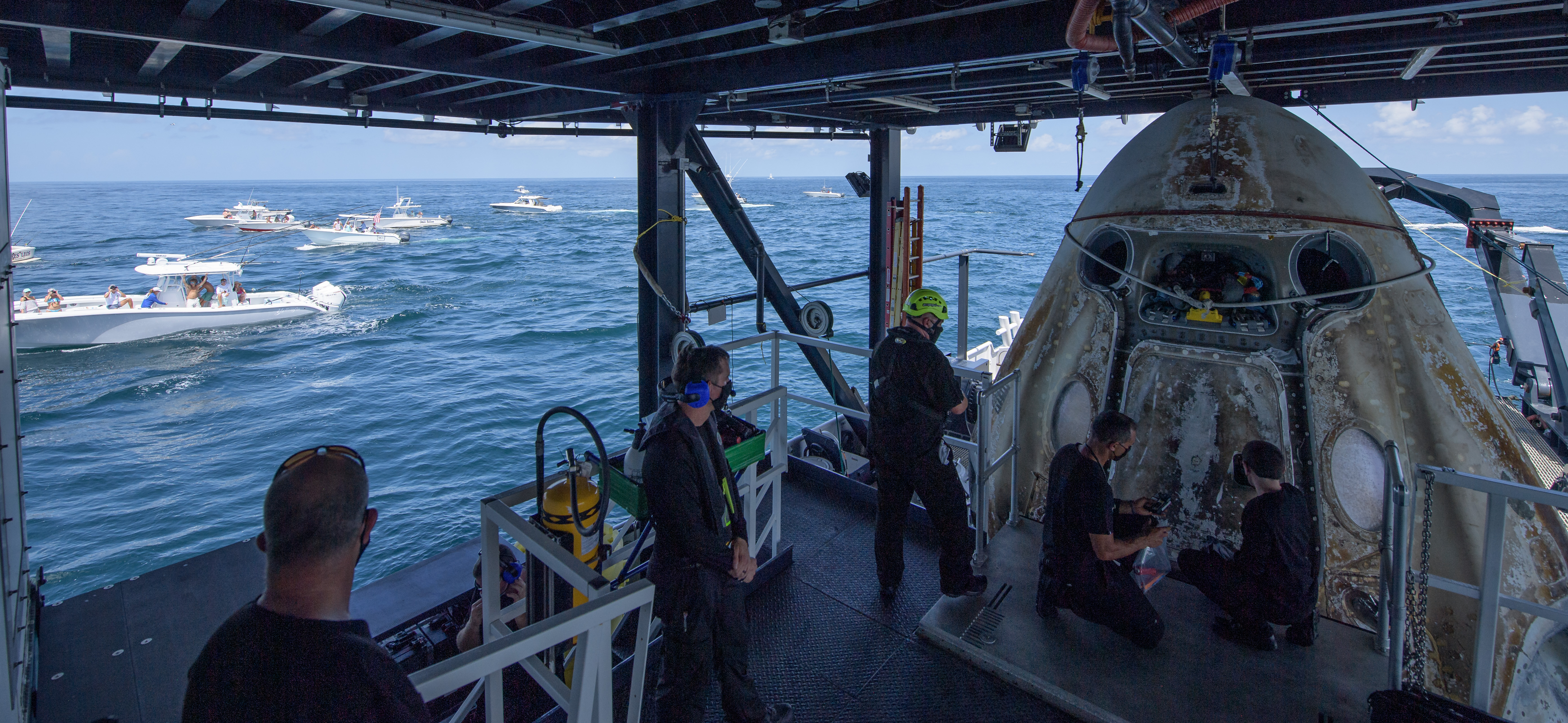
Fase di Apertura del Portellone della Dragon Endeavour
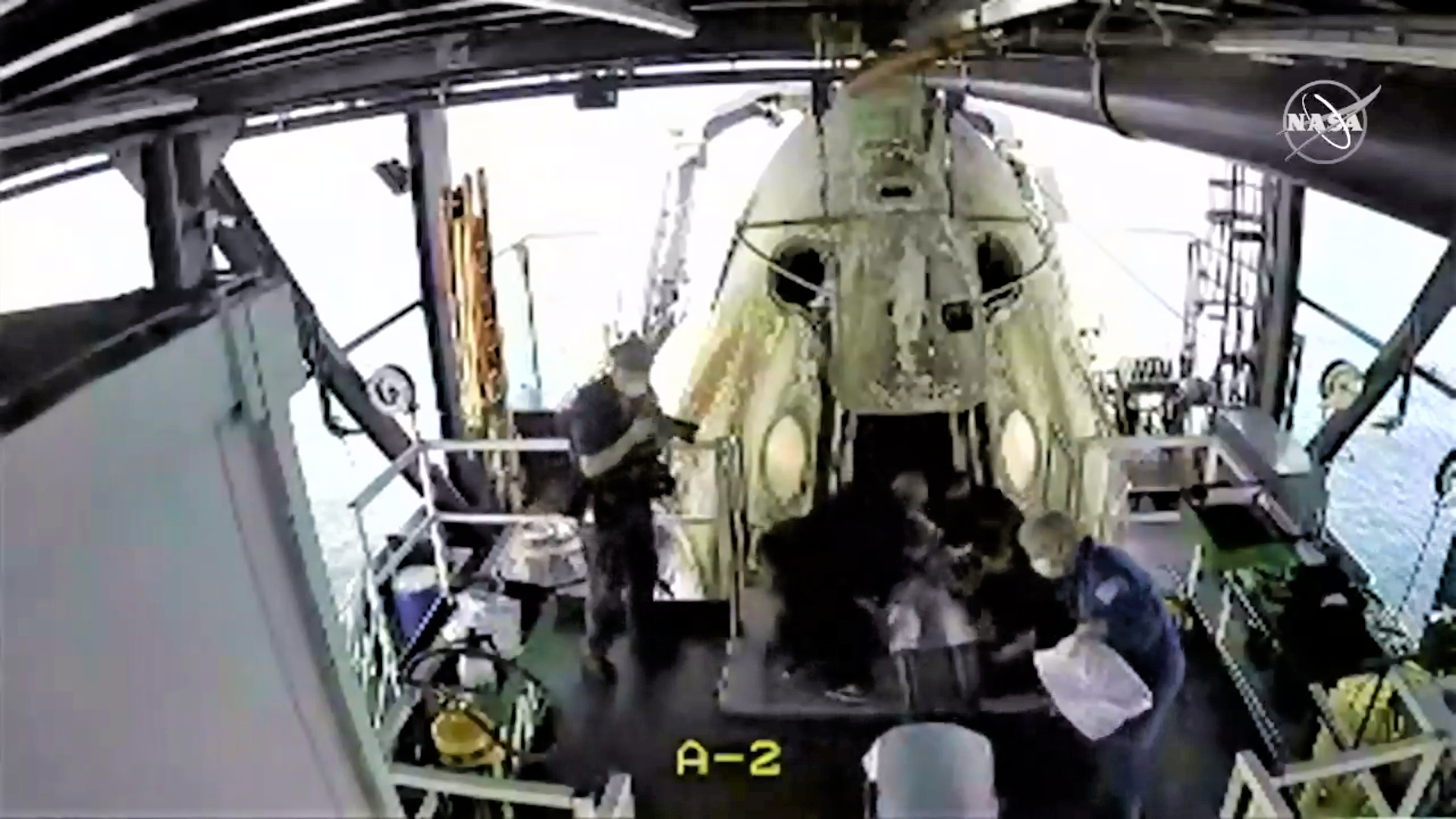
Robert Behnken viene scaricato da Endeavour.
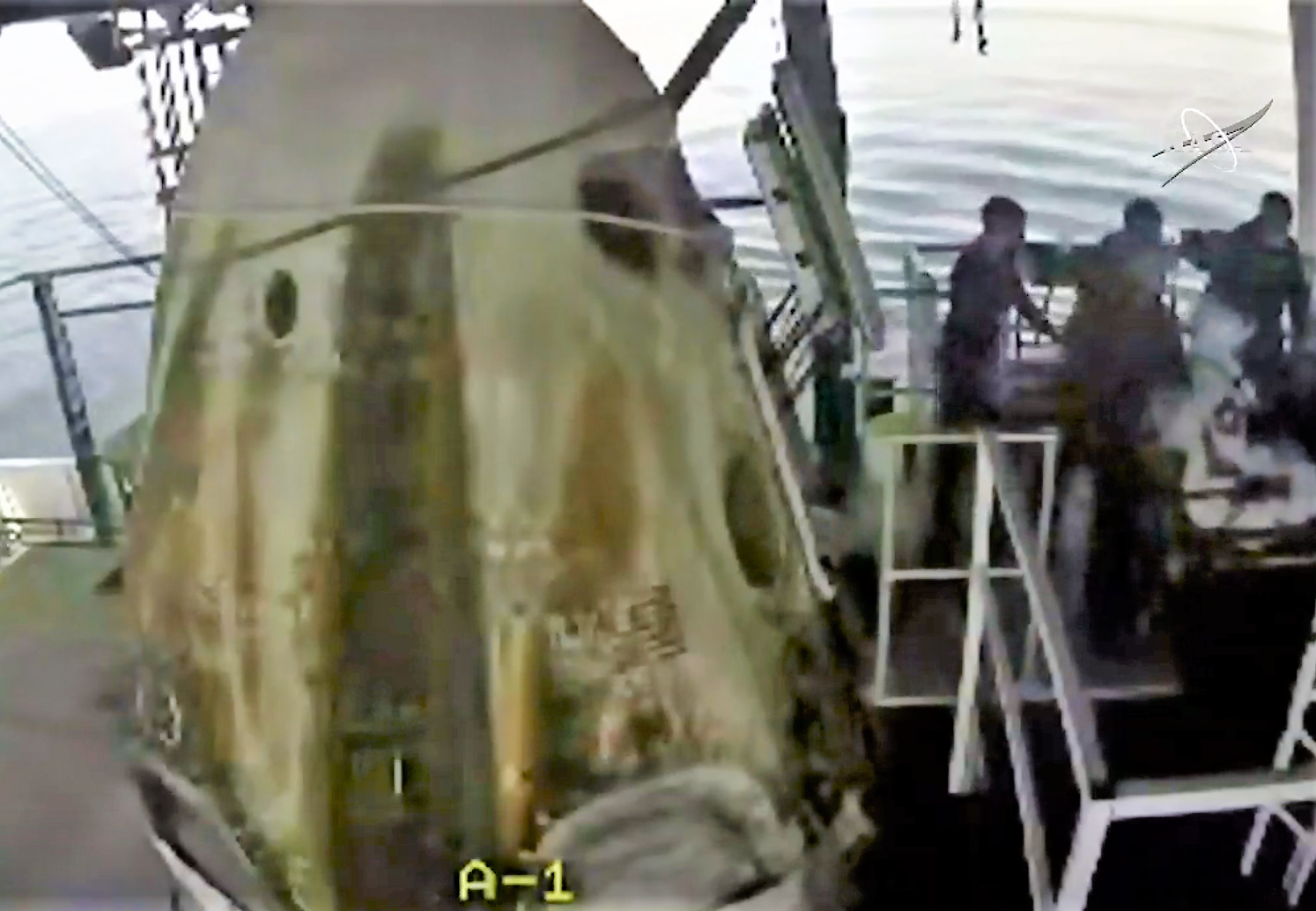
Douglas Hurley viene scaricato.